# هايدن وايت (كاتب)
هايدن وايت (بالإنجليزية: Hayden White)‏ هو مؤرخ وفيلسوف وكاتب أمريكي، ولد في 12 يوليو 1928 في مارتن في الولايات المتحدة، وتوفي في 5 مارس 2018 في سانتا كروز في الولايات المتحدة.

## مؤلفاته
محتوى الشكل: الخطاب السردي والتمثيل التاريخي، ترجمة نايف الياسين والصادر في البحرين عام 2017 
ما بعد التاريخ: الخيال التاريخي في أوروبا في القرن التاسع عشر، ترجمه إلى العربية شريف يوسف

## نظرته إلى التاريخ
لهايدن وايت نظرة حاصة إلة التاريخ "تقوم على إلغاء ثنائية الشكل/ المحتوى جاعلة محتوى الشكل هو شكل المحتوى، ليكون الشكل هو القالب الأسلوبي الذي لا توصيل فيه ما لم يقترن بمحتوى هو عبارة عن تمثيل للمضمون التاريخي، محدثا بذلك فرقا في النظريتين التاريخية والأدبية معا"